# Aconitase
Pour les articles homonymes, voir ACO.
L’aconitase (ou aconitate hydratase ou ACO), est une Isomerase qui catalyse la réaction :
|         | {\displaystyle \rightleftharpoons } H2O + |               | {\displaystyle \rightleftharpoons } |            |
| Citrate |                                           | cis-Aconitate |                                     | Isocitrate |

Cette enzyme intervient notamment dans le cycle de Krebs pour réaliser l'isomérisation stéréospécifique du citrate en isocitrate via le cis-aconitate,,. La réaction d'isomérisation implique une déshydratation suivie d'une réhydratation afin de translater l'atome d'oxygène de l'hydroxyle de part et d'autre d'une double liaison transitoire.

Mécanisme réactionnel de l'aconitase illustrant la formation et la propagation de la double liaison.

Contrairement à la plupart des protéines fer-soufre, qui fonctionnent comme transporteurs d'électrons, le centre fer-soufre de l'aconitase réagit directement avec le substrat de l'enzyme.

## Structure
L'aconitase présente deux configurations légèrement différentes selon qu'elles activée ou inactivée,.
La forme inactive contient quatre domaines. Seuls les trois premiers domaines à partir de l'extrémité N-terminale interagissent étroitement avec les centre [3Fe-4S], mais le site actif fait intervenir des résidus des quatre domaines, y compris le grand domaine C-terminal. Le centre Fe-S et un anion SO42− se logent également dans le site actif.
Lorsque l'enzyme est activée, elle acquiert un atome de fer supplémentaire pour former un centre [4Fe-4S],, tandis que la structure du reste de l'enzyme demeure quasiment inchangée, avec une translation des autres atomes n'excédant pas 10 pm.

## Régulation
L'aconitase a un centre actif [Fe4S4]2+ qui peut se convertir en une forme inactive [Fe3S4]+. Trois résidus de cystéine ont été identifiés comme ligands du centre [Fe4S4]. Dans la forme active de ce cluster, le cation de fer labile est coordonné à des molécules d'eau et non à des résidus de cystéine de l'enzyme.

Activation du centre ^{+} tétraédrique en centre ^{2+} octaédrique.

L'aconitase est inhibée par l'anion fluoroacétate FCH2COO−, présent notamment dans le fluoroacétate de sodium FCH2COONa, qui agit donc comme un poison. Le centre fer-soufre est très sensible à l'oxydation par les anions superoxyde O2−.

## Dénominations alternatives
- cis-Aconitase.
- Citrate hydro-lyase.
- Citrate(isocitrate) hydro-lyase.
- Protéine régulatrice du fer ou IRP1 (pour ACO1)

## Isoenzymes
Il existe plusieurs isoenzymes de l'aconitase :
- ACO1 : présente dans le cytosol. En plus de sa fonction aconitase, ACO1 joue un rôle important comme protéine régulatrice du fer dans la cellule. La décomplexation de cette enzyme avec son agrégat fer-soufre [Fe4S4] provoque un changement de sa conformation spatiale, lui conférant une activité régulatrice post-transcriptionnelle. Elle peut alors se fixer sur les éléments de réponse au fer présents dans les régions non-traduites d'ARN messagers impliqués dans le contrôle de l'homéostasie du fer.
- ACO2 : présente dans la mitochondrie. Cette enzyme est exprimée dans tous les types cellulaires[10]. La région 5'UTR de son ARN messager contient un IRE, permettant une régulation de la traduction par les protéines régulatrices du fer[10].
- ACO3 : chez la plante Arabidopsis thaliana, il existe une troisième forme d'aconitase : ACO3[11].